# Johann von Treutlein-Moerdes
Johann Treutlein-Moerdes, ab 1909 Ritter von Treutlein-Moerdes, (* 12. Juli 1858 in Würzburg; † 25. September 1916 in München) war ein deutscher Ministerialbeamter im Königreich Bayern.

## Leben
Treutlein-Moerdes studierte an der Julius-Maximilians-Universität  Rechtswissenschaft. 1878 wurde er mit Arthur Thost und Carl Sick im Corps Rhenania Würzburg aktiv. Seit 1880 Rechtspraktikant, bestand er 1883 die Staatsprüfung. Er wurde Staatsanwalt beim Landgericht München I und Amtsrichter am Amtsgericht München. Am 1. Januar 1891 wurde er als II. Staatsanwalt zur Dienstleistung in das Bayerische Staatsministerium der Justiz einberufen. Am 15. Februar 1894 kam er an das Landgericht München I (bis zum 1. August 1894 unter Fortverwendung im Justizministerium). Als Staatsanwalt mit Rang und Gehalt eines Oberlandesgerichtsrats kam er am 1. Februar 1899 an das Oberlandesgericht München. Als Hilfsarbeiter wurde er zum Oberreichsanwalt in Leipzig beurlaubt. Seit dem 31. Mai 1900 Reichsanwalt, wurde er am 1. März 1906 als Oberregierungsrat (mit Titel und Rang eines Ministerialrats) im Staatsministerium der Justiz mit  Verwendung im Bundesrat (Deutsches Reich). In dieser Verwendung zum Ministerialrat (1. Juli 1906) und zum Ministerialdirektor (17. Dezember 1909) befördert, wurde er von Otto (Bayern) am 14. Januar 1909 als Ritter von Treutlein-Moerdes nobilitiert. Er wurde am 13. Mai 1910 Bayerischer Staatsrat und erhielt am 1. Januar 1913 das Prädikat Exzellenz. Nebenamtlich wurde er am 17. Januar 1914 in den Ständigen Schiedshof berufen. Er starb mit 58 Jahren im Amt.